# Chantal Meek
Chantal Meek (19 de dezembro de 1978, Kent) é uma canoista britânica naturalizada australiana que compete desde meados dos anos 2000.
Competiu em duas Olimpíadas, ganhou uma medalha de bronze na canoagem K-4 500 m  em Pequim 2008.
Meek também ganhou uma medalha de bronze no K-4 1000 m em 2003, no Campeonato Mundial de Canoagem Sprint, em Gainesville.